# ブックコム
ブックコムは、東京都新宿区に本社を置く日本の出版社。出版事業部の他、アートマーケティング事業部、自費出版事業部を持つ。2007年に設立。